# 키어런 클라크
키어런 클라크(Ciaran Clark, 1989년 9월 26일 ~ )는 잉글랜드 태생의 아일랜드 축구 선수이다. 현재 스토크 시티에서 센터백으로 뛰고 있다.

## 수상 경력
뉴캐슬 유나이티드
- EFL 챔피언십: 2016-17